# Linia kolejowa Berezowica-Ostrów – Chodorów
Linia kolejowa Berezowica-Ostrów – Chodorów – linia kolejowa na Ukrainie łącząca stację Berezowica-Ostrów ze stacją Chodorów. 
Zarządzana przez dyrekcję tarnopolską, z wyjątkiem stacji Chodorów zarządzaną przez dyrekcję lwowską. Obie dyrekcje są częścią Kolei Lwowskiej (oddział ukraińskich kolei państwowych).
Znajduje się w obwodach tarnopolskim, iwanofrankiwskim i lwowskim. Linia na całej długości jest jednotorowa i niezelektryfikowana.

## Historia
Linia powstała w okresie przynależności tych terenów do Austro-Węgier. W okresie międzywojennym położona była w Polsce. Po II wojnie światowej znalazła się w granicach Związku Sowieckiego. Od 1991 leży na Ukrainie.